# Bae Yong-jun
Bae Yong-jun (배용준), född 29 augusti 1972 i Seoul, är en sydkoreansk skådespelare. 

## Filmografi

### Filmer
- 1995 - PpilKu
- 2003 - Hemliga begär
- 2005 - Oechul

### TV serier
- 1994 - Salut D'Amour (KBS)
- 1995 - Sea Breeze (PSB)
- 1995 - The Six Steps Toward a Separation (KBS)
- 1995 - A Sunny Place of the Young (KBS)
- 1996 - Papa (KBS)
- 1997 - First Love (KBS)
- 1998 - Barefooted Youth (KBS)
- 1999 - Did We Really Love? (MBC)
- 2001 - Hotelier (MBC)
- 2002 - Winter Sonata (KBS)
- 2007 - Hotelier (TV Asahi)
- 2007 - The Legend (MBC)